# يكاترينا بودانوفا
يكاترينا بودانوفا (بالروسية: Екатерина Васильевна Буданова)أو يكاترينا فاسيلفينا بودانفوف وهي روسية الاصل (7 ديسمبر 1916 - 17 يوليو 1943). اثناء الحرب العالمية الثانية كانت يكاترينا وديا ليتفايك من أهم الطيارات السيدات المحاربين في العالم حيق انهم انقذوا طائرة من السقوط.
ولدت طفلة لعائلة مزارعة في قرية كونوبلانك في مقاطعة سمولينسك.وكانت تعمل في مصنع طائرات في موسكو. في غضون ذلك حالها الفضول بالنسبة للطائرات واصبحت عضوة بنادى الطيران.واتخذت تدريب في الطيران.وقد عملت حتى عام 1973 كمدربة طيران، وقادت العديد من الحفلات بالطائرات بمفردها. في يوليو 1941 هاجم الالمان جيوش الاتحاد السوفيتى.وقد انضمت إلى فوج الطيارين 586 الذي اسسته مارينا راسكو.وتتكون هذه الجمعية من الطيارات النساء.وكان ت أول رحلاتها بالطائرة في 1942.وفي شهر سبتمبر لنفس العام انضم إلى ألاى مختلف الطيارات.وبدأوا بالطيران في سماء ستالينغراد.
في وقت قصير أصبحت معروفة وتعرفت على الكثر من الموهوبين، واستطاعت ان تحلق بطائرات ياك 1.وفي 6 أكتوبر قامت بمهاجمة 88 مهاجما واسقطت اولى الطائرات.وفي 2 نوفمبر اسقطت طائرات فرنم بلجيكى 109 وطائرة من طراز جو 88.واستمرت نجاحتها في الشهور التالية لذلك واسقطت العديد من الطائرات.وفي 1 يونيو 1943 انتقلت إلى ألاى للدفاع الجوى في 93 المرتبط بالدفاع الجوى 8 مع لديا ليتفلايك.وهنا يعطى حق المطاردة وحدها.وفي فبراير 1943 حصلت على وسام النجمة الحمراء. في 19 يوليو 1943 هاجمت وحدها بطائرة بى اف 109 واسقطت احداهما.ولكن على الرغم من ذلك تم اطلاق النار عليها وسقطت بها الطائرة بالقرب من منطقة دونيتسك نوفا كراسنوف (بالروسية: Ново-Красновка) 
وقد تم اعلان العديد من الارقام فيما يخص اسقاط الطائرات.ووفقا إلى المصادر الغير رسمية سقطت 11 طائرة عبارة عن 5 مجموعات و6 طائرات منفردين.ومع ذلك حصلت على وسام حب الوطن السوفيتى لمرتين.وعلى الرغم توخيها الحذر اثناء الحرب الا انها لم تتخذ بطلة الاتحاد السوفيتى.ولكن في 1 أكتوبر 1993 حصلت على وسام الاتحاد الروسي في اتحاد روسيا.وقد أطلق اسمها على شارع في روسيا.

## أعمالها
عام 1942: حققت 11 نصر عن طريق قيادتها بطائرات افجى ألاى 586
عام 1943: قيادتها بطائرات افجى ألاى 296 وفي 18 يوليو 1943 توفيت في صراع بطائرات محافظ افجى ألاى
عدد الطيران الذي قامت به: ؟ غير معلوم
عدد ما ححقته من النصر في عمليات إلى قامت بها: 11

## معرض صور

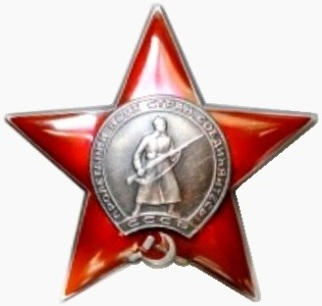
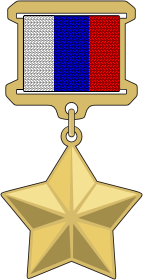

## الروابط الخارجية
- [Resimler ve kısa bilgi]

Biyografi